# Francolim-de-jackson
O Francolim-de-jackson (Pternistis jacksoni) é uma espécie de ave da família Phasianidae.
Pode ser encontrada nos seguintes países: Quénia e Uganda.